# Centro Ricerche Fiat
Il Centro Ricerche Fiat, spesso abbreviato in CRF, è un centro di ricerca applicata dell'industria automobilistica, fondato nel 1978 come polo di riferimento per l'innovazione nelle aziende del gruppo Fiat. Si trova a Orbassano, a pochi chilometri da Torino, ed ha sedi distaccate a Trento, Pomigliano (NA), Valenzano (BA) e Melfi (PZ).
Il Centro ha partecipato in 542 progetti europei e registrato più di 2800 brevetti, fra cui quelli dei sistemi Unijet e Multijet di iniezione diretta per motori a gasolio, che nel 2002 gli hanno valso l'Economist Innovation Award. A fine 2023 i dipendenti sono 280, con una predominanza di laureati in discipline tecnico-scientifiche (dati aggiornati ad ottobre 2009). Insieme al Politecnico di Torino, all'Università di Torino, al Telecom Italia Lab e l'Istituto nazionale di ricerca metrologica, rappresenta uno dei più importanti centri di ricerca dell'area torinese.

## Storia

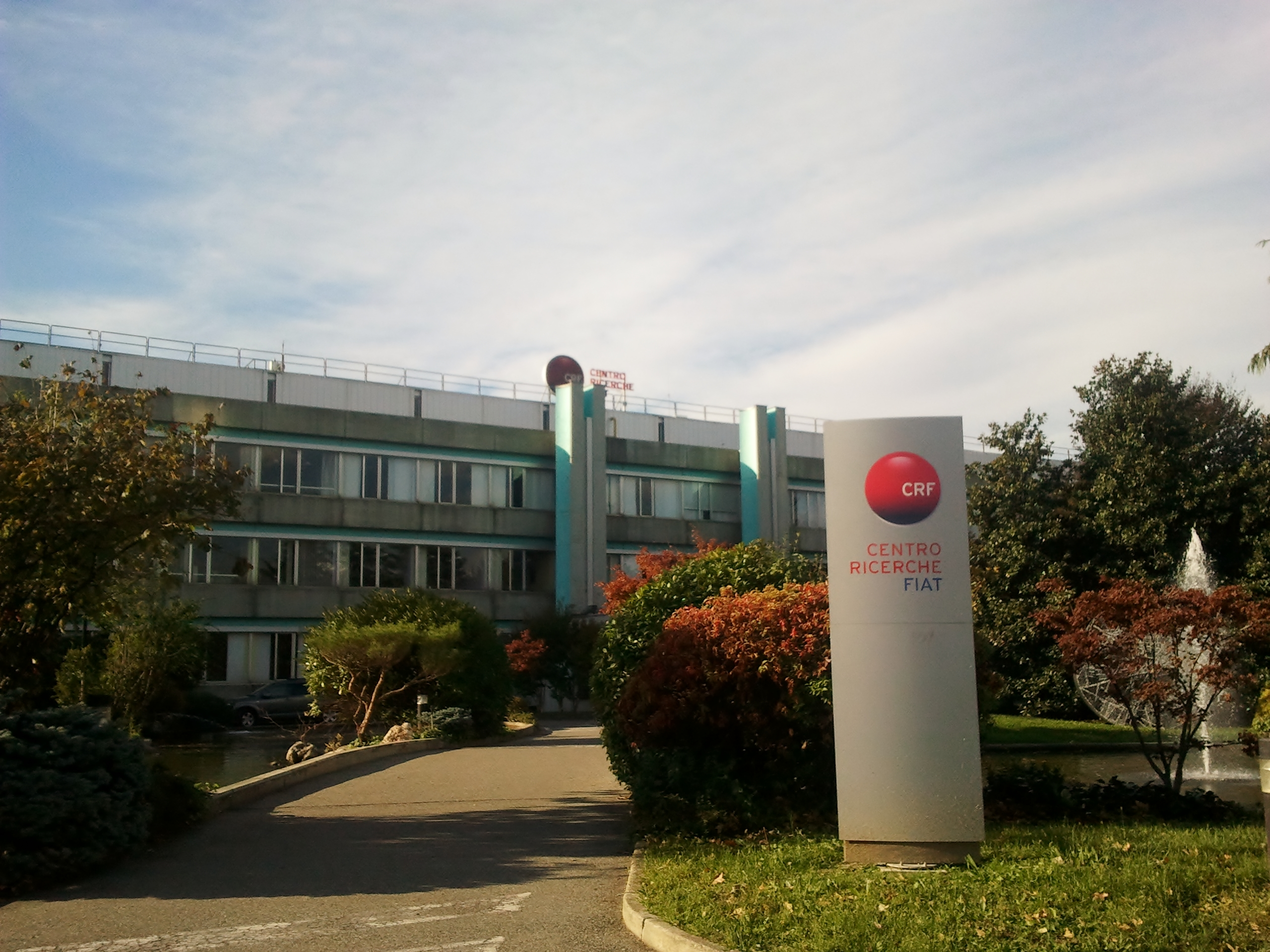
La sede centrale di Orbassano

Il Centro è stato fondato il 7 dicembre 1978 (altre fonti riportano però il 1976) come società per azioni, cambiando poi forma societaria nell'attuale società consortile per azioni (S.C.p.A.) nel 1985.
Fra i primi prodotti sviluppati vi furono la Fiat X1/23, una concept car dotata di motore elettrico, e il TOTEM, un cogeneratore alimentato a gas o a biogas in grado di fornire 15 kW di energia elettrica e 33.500 kCal/h. Mentre quest'ultimo progetto non ebbe seguito, la produzione di veicoli sperimentali continuò nei decenni successivi con modelli quali la Fiat X1/75 (1986), la ZIC (1993), la Fiat Ecobasic (1999), la Lancia Nea (2005) e la Lancia Phylla (2008).
Fra i temi di ricerca più ricorrenti nella storia del CRF vi sono lo studio di veicoli funzionanti con energie alternative e il miglioramento delle tecniche di alimentazione dei motori diesel. Per quanto concerne il primo campo, oltre alle già citate auto elettriche X1/23, ZIC e Phylla, quest'ultima parzialmente alimentata da celle fotovoltaiche, si possono ricordare le varie vetture prototipali a metano, fra cui la Fiat Croma del 1993, e quelle a idrogeno, come la H2Elettra, la Fiat Seicento Elettra H2 Fuel Cell (2001), la Panda Hydrogen (2006) e la HYperpanda (2007), funzionante con una miscela di metano e idrogeno.
Riguardo allo sviluppo dei motori diesel, una prima importante innovazione fu la realizzazione per la X1/75, nel 1986, di un propulsore diesel a iniezione diretta destinato ad essere poi installato sulla Fiat Croma TDI, la prima automobile di serie al mondo a possedere questo tipo di tecnologia. Nello stesso anno cominciò la ricerca sull'Unijet, un metodo di alimentazione dotato di un "condotto condiviso" (common rail) ad alta pressione per il gasolio. Il primo prototipo del sistema fu realizzato nel 1991, ma tre anni dopo i brevetti sulla tecnologia furono venduti a Bosch, che ne completò l'industrializzazione. Questa cessione è considerata, in retrospettiva, un errore strategico da parte di Fiat.
Alcuni anni più tardi, il CRF creò il Multijet, un'evoluzione dell'Unijet che permette di effettuare più iniezioni di carburante durante ogni ciclo del motore. Il sistema fu presentato al pubblico nel 1999 con la Ecobasic. Nel 2009 fu presentato il Multijet II, che permette di effettuare un maggior numero di iniezioni per ciclo. Nel 2010 fu studiata la possibilità di estendere sui motori diesel la tecnologia Multiair.
Fra il 2000 e il 2005 il CRF aprì varie sedi secondarie: Valenzano, Trento e Foggia, più altre a Catania e Pomigliano d'Arco, poi trasferite ad Elasis. Nel 2002 il Centro raggiunse il massimo storico di dipendenti (963), valore leggermente ridotto negli anni successivi.
Con la nascita di Stellantis, il Centro viene gradualmente depotenziato; nel 2024 vi sono decine di esuberi e viene chiuso il sito web.

## Attività
Nei primi anni 2000 il CRF si componeva di tre divisioni:
- Powertrain Technologies (FPT R&T): dipendente da Fiat Powertrain Technologies e incaricata dello sviluppo di
  - Motori a benzina, gasolio e combustibili alternativi
  - Trasmissioni
- Tecnologie innovative, che si occupava di ricerca nelle seguenti sottoaree:
  - Elettronica e telematica
  - Micro e nanotecnologie
  - Business Information Technology
- Veicoli, i cui campi di ricerca erano
  - Sistemi veicolo (eccetto quelli precedentemente citati)
  - Tecnologie legate all'ingegneria di processo: prototipazione rapida, tecniche di stampaggio ecc.
  - Ingegneria dei materiali, specialmente in ambito sostenibilità ambientale

Benché l'attività del Centro sia sempre stata rivolta soprattutto all'industria automobilistica, un certo numero di innovazioni ha avuto ricadute anche in campi correlati, principalmente quello metalmeccanico. Alcuni progetti secondari sono stati espressamente rivolti a temi non direttamente collegati con il settore automotive, quali la produzione di energia elettrica da fonti alternative (ECO-MENSA) e la logistica industriale (Logicost). 
Fra le recenti innovazioni sviluppate dal Centro e attualmente implementate sui veicoli di serie vi sono il Multiair, un metodo di attuazione elettroidraulica delle valvole che permette di variarne i tempi di apertura e chiusura, un sistema di cambio dual clutch e Blue&Me, una piattaforma di infotainment.
Altre tecnologie sono attualmente state applicate solo a versioni prototipali di veicoli di serie, ad esempio un sistema drive by wire (senza connessioni meccaniche fra volante e ruote) per automobili e il motore a celle combustibili montato sulla Panda Hydrogen.